# Compagnie française des pétroles Algérie
Pour les articles homonymes, voir CFPA.
La Compagnie française des pétroles (Algérie) (CFPA), filiale à 100% de la CFP (Total), a été créée en 1953. Elle détient à cette date respectivement 49 et 51 % de ces gisements situés au Sahara algérien. 
En 1956, au Sahara sont découverts les gisements algériens de pétrole  d'Hassi Messaoud (pétrole) et de gaz d'Hassi R'Mel . Son principal concurrent sur place est le Bureau de recherche de pétrole (Elf Aquitaine).
En 1960, la société pétrolière de gérance (SOPEG), filiale à 100% de la CFPA, construit et exploite le pipeline Hassi Messaoud - Bougie (Bejaïa). 
Elle disparait en 1971 avec la nationalisation du pétrole en Algérie (SONATRACH).